# خوان لونا
خوان لونا (انگلیسی: Juan Luna؛ ۲۳ اکتبر ۱۸۵۷ – ۷ دسامبر ۱۸۹۹) یک نقاش اهل فیلیپین بود. لونا همچنین یک مجسمه‌ساز و یک فعال سیاسی دوران انقلاب فیلیپین در اواخر قرن نوزدهم بود، او یکی از نخستین هنرمندان برجسته و به رسمیت شناخته شده فیلیپین می‌باشد.
در سال ۱۸۸۴ لونا برندهٔ مدال طلای نمایشگاه هنرهای زیبای مادرید شد.

## نگارخانه

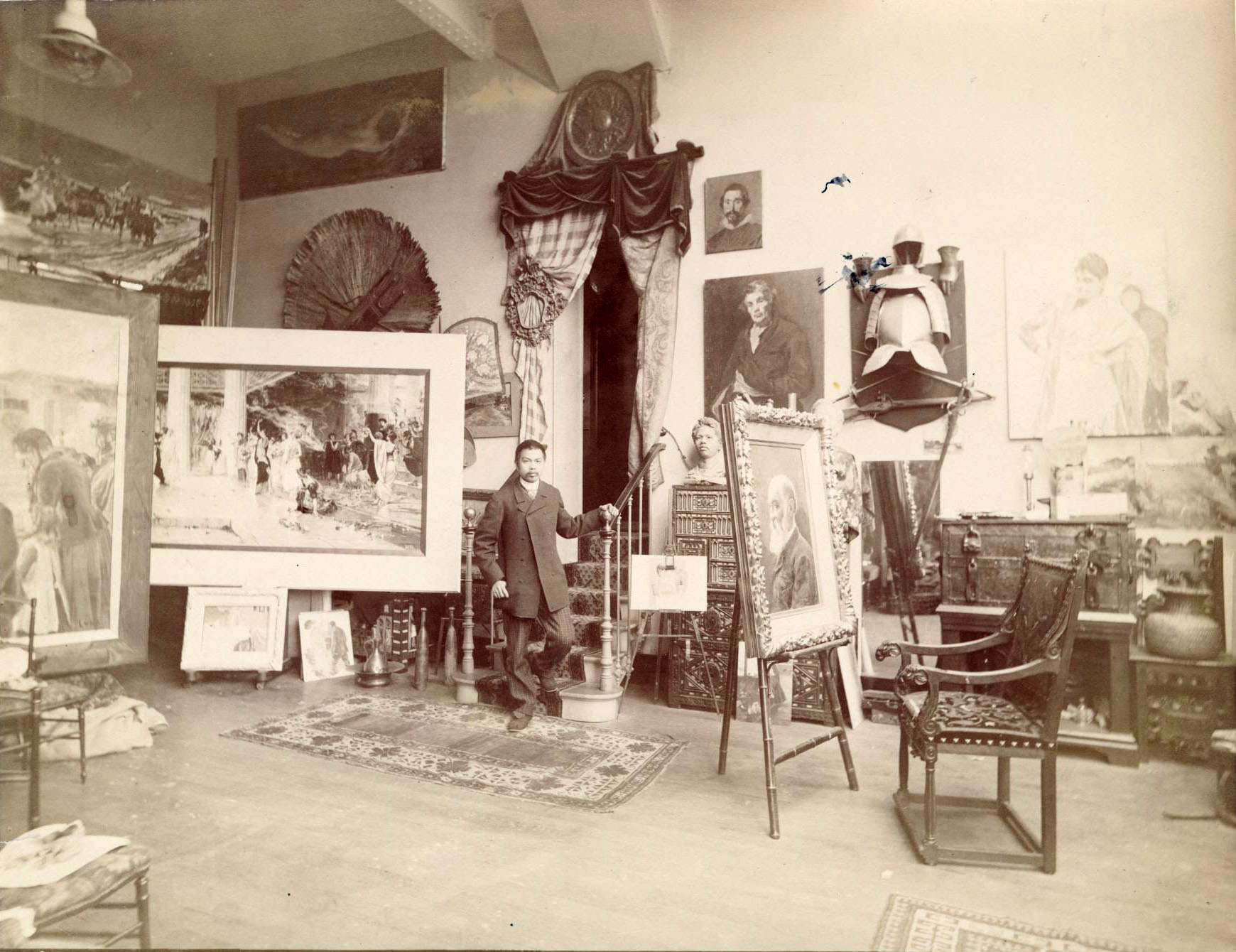
خوان لونا در استودیوی پاریس
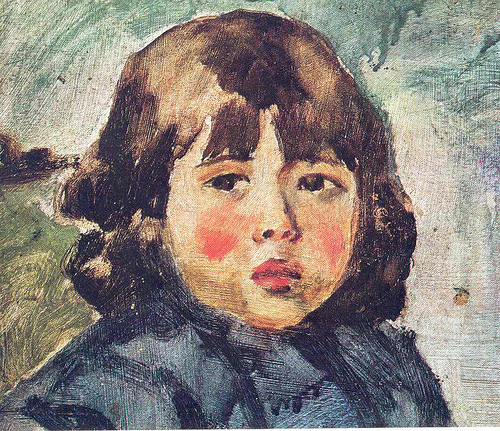
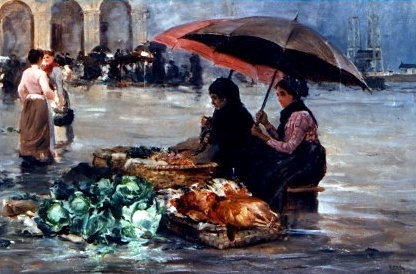
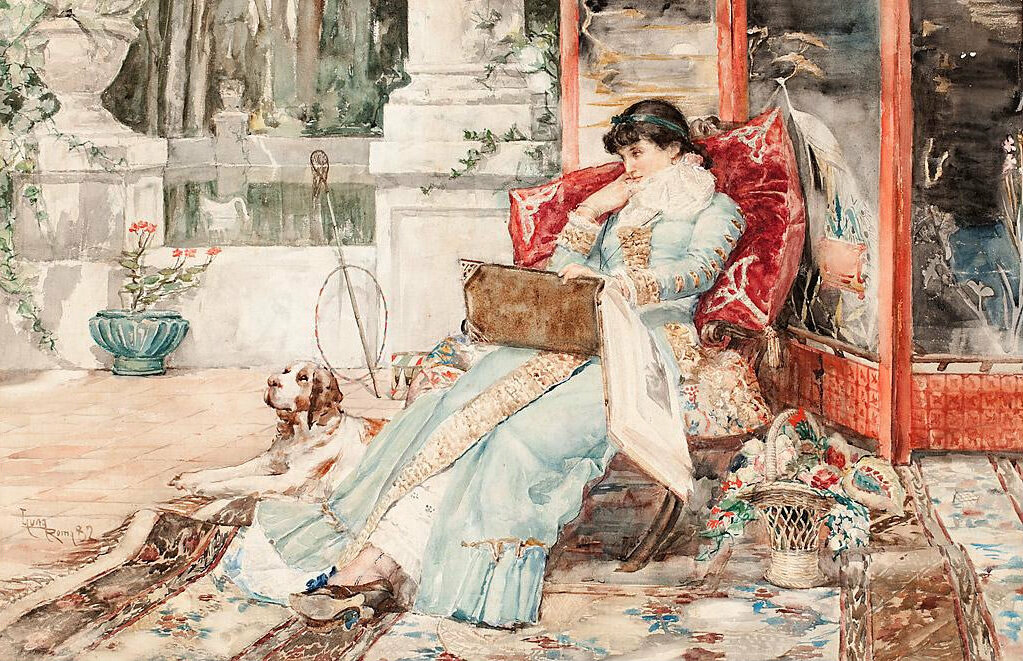